# Världscupen i skidskytte 2018/2019
Världscupen i skidskytte 2018/2019 inleddes den 2 december 2018 i Pokljuka i Slovenien och avslutades den 24 mars 2019 i Oslo i Norge. De totala världscuperna vanns av Johannes Thingnes Bø från Norge och Dorothea Wierer från Italien.

## Tävlingsprogram
Världscupsäsongen bestod av deltävlingar på nio olika platser runtom i världen, exklusive VM. Programmet var lika för herrar och damer. 
| Plats          | Datum               | Distans | Sprint | Jaktstart | Masstart | Stafett | Mixstafett | Singel mixstafett |
| -------------- | ------------------- | ------- | ------ | --------- | -------- | ------- | ---------- | ----------------- |
| Pokljuka       | 2–9 december 2018   | ●       | ●      | ●         |          |         | ●          | ●                 |
| Hochfilzen     | 13–16 december 2018 |         | ●      | ●         |          | ●       |            |                   |
| Nové Město     | 20–23 december 2018 |         | ●      | ●         | ●        |         |            |                   |
| Oberhof        | 10–13 januari 2019  |         | ●      | ●         |          | ●       |            |                   |
| Ruhpolding     | 16–20 januari 2019  |         | ●      |           | ●        | ●       |            |                   |
| Rasen-Antholz  | 24–27 januari 2019  |         | ●      | ●         | ●        |         |            |                   |
| Canmore        | 7–10 februari 2019  | ●       |        |           | ●        | ●       |            |                   |
| Salt Lake City | 14–17 februari 2019 |         | ●      | ●         |          |         | ●          | ●                 |
| Östersund (VM) | 7–17 mars 2019      | ●       | ●      | ●         | ●        | ●       | ●          | ●                 |
| Oslo           | 21–24 mars 2019     |         | ●      | ●         | ●        |         |            |                   |
| Totalt         | Totalt              | 3       | 9      | 7         | 7        | 5       | 3          | 3                 |

## Resultat

### Herrar
| Datum                                                | Disciplin           | Etta                       | Tvåa                       | Trea                       | Referens |
| ---------------------------------------------------- | ------------------- | -------------------------- | -------------------------- | -------------------------- | -------- |
| 1. Världscuppremiär i Pokljuka, 2–9 december 2018    |                     |                            |                            |                            |          |
| 6 december 2018                                      | Distans (20 km)     | Martin Fourcade            | Johannes Kühn              | Simon Eder                 |          |
| 7 december 2018                                      | Sprint (10 km)      | Johannes Thingnes Bø       | Antonin Guigonnat          | Aleksandr Loginov          |          |
| 9 december 2018                                      | Jaktstart (12,5 km) | Johannes Thingnes Bø       | Quentin Fillon Maillet     | Aleksandr Loginov          |          |
| 2. Världscupen i Hochfilzen, 13–16 december 2018     |                     |                            |                            |                            |          |
| 14 december 2018                                     | Sprint (10 km)      | Johannes Thingnes Bø       | Martin Fourcade            | Benedikt Doll              |          |
| 15 december 2018                                     | Jaktstart (12,5 km) | Martin Fourcade            | Arnd Peiffer               | Vetle Sjåstad Christiansen |          |
| 3. Världscupen i Nové Město, 20–23 december 2018'    |                     |                            |                            |                            |          |
| 20 december 2018                                     | Sprint (10 km)      | Johannes Thingnes Bø       | Aleksandr Loginov          | Martin Ponsiluoma          |          |
| 22 december 2018                                     | Jaktstart (12,5 km) | Johannes Thingnes Bø       | Aleksandr Loginov          | Tarjei Bø                  |          |
| 23 december 2018                                     | Masstart (15 km)    | Johannes Thingnes Bø       | Quentin Fillon Maillet     | Jevgenij Garanitjev        |          |
| 4. Världscupen i Oberhof, 10–13 januari 2019         |                     |                            |                            |                            |          |
| 11 januari 2019                                      | Sprint (10 km)      | Aleksandr Loginov          | Johannes Thingnes Bø       | Sebastian Samuelsson       |          |
| 12 januari 2019                                      | Jaktstart (12,5 km) | Johannes Thingnes Bø       | Arnd Peiffer               | Lukas Hofer                |          |
| 5. Världscupen i Ruhpolding, 16–20 januari 2019      |                     |                            |                            |                            |          |
| 17 januari 2019                                      | Sprint (10 km)      | Johannes Thingnes Bø       | Tarjei Bø                  | Benedikt Doll              |          |
| 20 januari 2019                                      | Masstart (15 km)    | Johannes Thingnes Bø       | Julian Eberhard            | Quentin Fillon Maillet     |          |
| 6. Världscupen i Rasen-Antholz, 24–27 januari 2019   |                     |                            |                            |                            |          |
| 25 januari 2019                                      | Sprint (10 km)      | Johannes Thingnes Bø       | Erlend Bjøntegaard         | Antonin Guigonnat          |          |
| 26 januari 2019                                      | Jaktstart (12,5 km) | Johannes Thingnes Bø       | Antonin Guigonnat          | Quentin Fillon Maillet     |          |
| 27 januari 2019                                      | Masstart (15 km)    | Quentin Fillon Maillet     | Johannes Thingnes Bø       | Arnd Peiffer               |          |
| 7. Världscupen i Canmore, 7–10 februari 2019         |                     |                            |                            |                            |          |
| 7 februari 2019                                      | Distans (15 km)     | Johannes Thingnes Bø       | Vetle Sjåstad Christiansen | Aleksandr Loginov          |          |
| 10 februari 2019                                     | Sprint (10 km)      | Inställt på grund av kyla  | Inställt på grund av kyla  | Inställt på grund av kyla  |          |
| 8. Världscupen i Salt Lake City, 14–17 februari 2019 |                     |                            |                            |                            |          |
| 15 februari 2019                                     | Sprint (10 km)      | Vetle Sjåstad Christiansen | Simon Desthieux            | Roman Rees                 |          |
| 16 februari 2019                                     | Masstart (15 km)    | Quentin Fillon Maillet     | Vetle Sjåstad Christiansen | Simon Desthieux            |          |
| Världsmästerskapen i Östersund, 7–17 mars 2019       |                     |                            |                            |                            |          |
| 9 mars 2019                                          | Sprint (10 km)      | Johannes Thingnes Bø       | Aleksandr Loginov          | Quentin Fillon Maillet     |          |
| 10 mars 2019                                         | Jaktstart (12,5 km) | Dmytro Pidrutjnyj          | Johannes Thingnes Bø       | Quentin Fillon Maillet     |          |
| 13 mars 2019                                         | Distans (20 km)     | Arnd Peiffer               | Vladimir Ilijev            | Tarjei Bø                  |          |
| 17 mars 2019                                         | Masstart (15 km)    | Dominik Windisch           | Antonin Guigonnat          | Julian Eberhard            |          |
| 9. Världscupen i Oslo, 21–24 mars 2019               |                     |                            |                            |                            |          |
| 22 mars 2019                                         | Sprint (10 km)      | Johannes Thingnes Bø       | Lukas Hofer                | Quentin Fillon Maillet     |          |
| 23 mars 2019                                         | Jaktstart (12,5 km) | Johannes Thingnes Bø       | Tarjei Bø                  | Arnd Peiffer               |          |
| 24 mars 2019                                         | Masstart (15 km)    | Johannes Thingnes Bø       | Arnd Peiffer               | Benedikt Doll              |          |

### Damer
| Datum                                                | Disciplin          | Etta                      | Tvåa                       | Trea                      | Referens |
| ---------------------------------------------------- | ------------------ | ------------------------- | -------------------------- | ------------------------- | -------- |
| 1. Världscuppremiär i Pokljuka, 2–9 december 2018    |                    |                           |                            |                           |          |
| 6 december 2018                                      | Distans (15 km)    | Julija Dzjyma             | Monika Hojnisz             | Markéta Davidová          |          |
| 8 december 2018                                      | Sprint (7,5 km)    | Kaisa Mäkäräinen          | Dorothea Wierer            | Justine Braisaz           |          |
| 9 december 2018                                      | Jaktstart (10 km)  | Kaisa Mäkäräinen          | Dorothea Wierer            | Paulína Fialková          |          |
| 2. Världscupen i Hochfilzen, 13–16 december 2018     |                    |                           |                            |                           |          |
| 13 december 2018                                     | Sprint (7,5 km)    | Dorothea Wierer           | Kaisa Mäkäräinen           | Jekaterina Jurlova-Percht |          |
| 15 december 2018                                     | Jaktstart (10 km)  | Kaisa Mäkäräinen          | Paulína Fialková           | Dorothea Wierer           |          |
| 3. Världscupen i Nové Město, 20–23 december 2018'    |                    |                           |                            |                           |          |
| 21 december 2018                                     | Sprint (7,5 km)    | Marte Olsbu Røiseland     | Laura Dahlmeier            | Paulína Fialková          |          |
| 22 december 2018                                     | Jaktstart (10 km)  | Marte Olsbu Røiseland     | Dorothea Wierer            | Hanna Öberg               |          |
| 23 december 2018                                     | Masstart (12,5 km) | Anastasija Kuzmina        | Paulína Fialková           | Anaïs Chevalier           |          |
| 4. Världscupen i Oberhof, 10–13 januari 2019         |                    |                           |                            |                           |          |
| 10 januari 2019                                      | Sprint (7,5 km)    | Lisa Vittozzi             | Anaïs Chevalier            | Hanna Öberg               |          |
| 12 januari 2019                                      | Jaktstart (10 km)  | Lisa Vittozzi             | Anastasija Kuzmina         | Anaïs Chevalier           |          |
| 5. Världscupen i Ruhpolding, 16–20 januari 2019      |                    |                           |                            |                           |          |
| 17 januari 2019                                      | Sprint (7,5 km)    | Anastasija Kuzmina        | Lisa Vittozzi              | Hanna Öberg               |          |
| 20 januari 2019                                      | Masstart (12,5 km) | Franziska Preuß           | Ingrid Landmark Tandrevold | Paulína Fialková          |          |
| 6. Världscupen i Rasen-Antholz, 24–27 januari 2019   |                    |                           |                            |                           |          |
| 24 januari 2019                                      | Sprint (7,5 km)    | Markéta Davidová          | Kaisa Mäkäräinen           | Marte Olsbu Røiseland     |          |
| 26 januari 2019                                      | Jaktstart (10 km)  | Dorothea Wierer           | Laura Dahlmeier            | Lisa Vittozzi             |          |
| 27 januari 2019                                      | Masstart (12,5 km) | Laura Dahlmeier           | Markéta Davidová           | Vanessa Hinz              |          |
| 7. Världscupen i Canmore, 7–10 februari 2019         |                    |                           |                            |                           |          |
| 7 februari 2019                                      | Distans (12,5 km)  | Tiril Eckhoff             | Markéta Davidová           | Lisa Vittozzi             |          |
| 10 februari 2019                                     | Sprint (7,5 km)    | Inställt på grund av kyla | Inställt på grund av kyla  | Inställt på grund av kyla |          |
| 8. Världscupen i Salt Lake City, 14–17 februari 2019 |                    |                           |                            |                           |          |
| 14 februari 2019                                     | Sprint (7,5 km)    | Marte Olsbu Røiseland     | Kaisa Mäkäräinen           | Franziska Hildebrand      |          |
| 16 februari 2019                                     | Masstart (12,5 km) | Denise Herrmann           | Franziska Hildebrand       | Kaisa Mäkäräinen          |          |
| Världsmästerskapen i Östersund, 7–17 mars 2019       |                    |                           |                            |                           |          |
| 8 mars 2019                                          | Sprint (7,5 km)    | Anastasija Kuzmina        | Ingrid Landmark Tandrevold | Laura Dahlmeier           |          |
| 10 mars 2019                                         | Jaktstart (10 km)  | Denise Herrmann           | Tiril Eckhoff              | Laura Dahlmeier           |          |
| 12 mars 2019                                         | Distans (15 km)    | Hanna Öberg               | Lisa Vittozzi              | Justine Braisaz           |          |
| 17 mars 2019                                         | Masstart (12,5 km) | Dorothea Wierer           | Jekaterina Jurlova-Percht  | Denise Herrmann           |          |
| 9. Världscupen i Oslo, 21–24 mars 2019               |                    |                           |                            |                           |          |
| 21 mars 2019                                         | Sprint (7,5 km)    | Anastasija Kuzmina        | Franziska Preuß            | Paulína Fialková          |          |
| 23 mars 2019                                         | Jaktstart (10 km)  | Anastasija Kuzmina        | Denise Herrmann            | Hanna Öberg               |          |
| 24 mars 2019                                         | Masstart (12,5 km) | Hanna Öberg               | Tiril Eckhoff              | Clare Egan                |          |

### Herrar lag
| Datum                                            | Disciplin            | Etta                                                                                          | Tvåa                                                                                | Trea                                                                                | Referens |
| ------------------------------------------------ | -------------------- | --------------------------------------------------------------------------------------------- | ----------------------------------------------------------------------------------- | ----------------------------------------------------------------------------------- | -------- |
| 2. Världscupen i Hochfilzen, 13–16 december 2018 |                      |                                                                                               |                                                                                     |                                                                                     |          |
| 16 december 2018                                 | Stafett (4 × 7,5 km) | Sverige Peppe Femling Martin Ponsiluoma Torstein Stenersen Sebastian Samuelsson               | Norge Lars Helge Birkeland Henrik L'Abée-Lund Tarjei Bø Vetle Sjåstad Christiansen  | Tyskland Simon Schempp Johannes Kühn Arnd Peiffer Benedikt Doll                     |          |
| 4. Världscupen i Oberhof, 10–13 januari 2019     |                      |                                                                                               |                                                                                     |                                                                                     |          |
| 13 januari 2019                                  | Stafett (4 × 7,5 km) | Ryssland Maksim Tsvetkov Jevgenij Garanitjev Dmitrij Malysjko Aleksandr Loginov               | Frankrike Antonin Guigonnat Simon Desthieux Quentin Fillon Maillet Martin Fourcade  | Österrike Tobias Eberhard Simon Eder Dominik Landertinger Julian Eberhard           |          |
| 5. Världscupen i Ruhpolding, 16–20 januari 2019  |                      |                                                                                               |                                                                                     |                                                                                     |          |
| 18 januari 2019                                  | Stafett (4 × 7,5 km) | Norge Lars Helge Birkeland Vetle Sjåstad Christiansen Tarjei Bø Johannes Thingnes Bø          | Tyskland Roman Rees Johannes Kühn Arnd Peiffer Benedikt Doll                        | Frankrike Émilien Jacquelin Martin Fourcade Quentin Fillon Maillet Simon Desthieux  |          |
| 7. Världscupen i Canmore, 7–10 februari 2019     |                      |                                                                                               |                                                                                     |                                                                                     |          |
| 8 februari 2019                                  | Stafett (4 × 7,5 km) | Norge Lars Helge Birkeland Vetle Sjåstad Christiansen Erlend Bjøntegaard Johannes Thingnes Bø | Frankrike Antonin Guigonnat Émilien Jacquelin Simon Fourcade Quentin Fillon Maillet | Ryssland Jevgenij Garanitjev Eduard Latypov Aleksandr Loginov Aleksandr Povarnitsyn |          |
| Världsmästerskapen i Östersund, 7–17 mars 2019   |                      |                                                                                               |                                                                                     |                                                                                     |          |
| 16 mars 2019                                     | Stafett (4 × 7,5 km) | Norge Lars Helge Birkeland Vetle Sjåstad Christiansen Tarjei Bø Johannes Thingnes Bø          | Tyskland Erik Lesser Roman Rees Arnd Peiffer Benedikt Doll                          | Ryssland Matvej Jelisejev Nikita Porsjnev Dmitrij Malysjko Aleksandr Loginov        |          |

### Damer lag
| Datum                                            | Disciplin          | Etta                                                                                    | Tvåa                                                                                   | Trea                                                                         | Referens |
| ------------------------------------------------ | ------------------ | --------------------------------------------------------------------------------------- | -------------------------------------------------------------------------------------- | ---------------------------------------------------------------------------- | -------- |
| 2. Världscupen i Hochfilzen, 13–16 december 2018 |                    |                                                                                         |                                                                                        |                                                                              |          |
| 16 december 2018                                 | Stafett (4 × 6 km) | Italien Lisa Vittozzi Alexia Runggaldier Dorothea Wierer Federica Sanfilippo            | Sverige Linn Persson Mona Brorsson Emma Nilsson Hanna Öberg                            | Frankrike Anaïs Chevalier Julia Simon Célia Aymonier Anaïs Bescond           |          |
| 4. Världscupen i Oberhof, 10–13 januari 2019     |                    |                                                                                         |                                                                                        |                                                                              |          |
| 13 januari 2019                                  | Stafett (4 × 6 km) | Ryssland Jevgenija Pavlova Margarita Vasiljeva Larisa Kuklina Jekaterina Jurlova-Percht | Tyskland Karolin Horchler Franziska Hildebrand Franziska Preuß Denise Herrmann         | Tjeckien Lucie Charvátová Veronika Vítková Markéta Davidová Eva Puskarčíková |          |
| 5. Världscupen i Ruhpolding, 16–20 januari 2019  |                    |                                                                                         |                                                                                        |                                                                              |          |
| 19 januari 2019                                  | Stafett (4 × 6 km) | Frankrike Julia Simon Anaïs Bescond Justine Braisaz Anaïs Chevalier                     | Norge Synnøve Solemdal Ingrid Landmark Tandrevold Tiril Eckhoff Marte Olsbu Røiseland  | Tyskland Vanessa Hinz Laura Dahlmeier Franziska Preuß Denise Herrmann        |          |
| 7. Världscupen i Canmore, 7–10 februari 2019     |                    |                                                                                         |                                                                                        |                                                                              |          |
| 8 februari 2019                                  | Stafett (4 × 6 km) | Tyskland Vanessa Hinz Franziska Hildebrand Denise Herrmann Laura Dahlmeier              | Norge Emilie Kalkenberg Ingrid Landmark Tandrevold Tiril Eckhoff Marte Olsbu Røiseland | Frankrike Anaïs Chevalier Justine Braisaz Anaïs Bescond Julia Simon          |          |
| Världsmästerskapen i Östersund, 7–17 mars 2019   |                    |                                                                                         |                                                                                        |                                                                              |          |
| 16 mars 2019                                     | Stafett (4 × 6 km) | Norge Synnøve Solemdal Ingrid Landmark Tandrevold Tiril Eckhoff Marte Olsbu Røiseland   | Sverige Linn Persson Mona Brorsson Anna Magnusson Hanna Öberg                          | Ukraina Anastasija Merkusjyna Vita Semerenko Julija Dzjyma Valj Semerenko    |          |

### Mix
| Datum                                                | Disciplin                       | Etta                                                                                      | Tvåa                                                                 | Trea                                                                                      | Referens |
| ---------------------------------------------------- | ------------------------------- | ----------------------------------------------------------------------------------------- | -------------------------------------------------------------------- | ----------------------------------------------------------------------------------------- | -------- |
| 1. Världscuppremiär i Pokljuka, 2–9 december 2018    |                                 |                                                                                           |                                                                      |                                                                                           |          |
| 2 december 2018                                      | Singel mixstafett               | Norge Thekla Brun-Lie Lars Helge Birkeland                                                | Österrike Lisa Hauser Simon Eder                                     | Ukraina Anastasija Merkusjyna Artjom Tysjtjenko                                           |          |
| 2 december 2018                                      | Stafett (2 × 6 km + 2 × 7,5 km) | Frankrike Anaïs Bescond Justine Braisaz Martin Fourcade Simon Desthieux                   | Schweiz Elisa Gasparin Lena Häcki Benjamin Weger Jeremy Finello      | Italien Lisa Vittozzi Dorothea Wierer Dominik Windisch Lukas Hofer                        |          |
| 8. Världscupen i Salt Lake City, 14–17 februari 2019 |                                 |                                                                                           |                                                                      |                                                                                           |          |
| 17 februari 2019                                     | Singel mixstafett               | Italien Lukas Hofer Dorothea Wierer                                                       | Österrike Simon Eder Lisa Hauser                                     | Frankrike Antonin Guigonnat Julia Simon                                                   |          |
| 17 februari 2019                                     | Stafett (2 × 6 km + 2 × 7,5 km) | Frankrike Quentin Fillon Maillet Simon Desthieux Célia Aymonier Anaïs Chevalier           | Tyskland Erik Lesser Benedikt Doll Franziska Hildebrand Vanessa Hinz | Norge Vetle Sjåstad Christiansen Johannes Thingnes Bø Tiril Eckhoff Marte Olsbu Røiseland |          |
| Världsmästerskapen i Östersund, 7–17 mars 2019       |                                 |                                                                                           |                                                                      |                                                                                           |          |
| 7 mars 2019                                          | Stafett (2 × 6 km + 2 × 7,5 km) | Norge Marte Olsbu Røiseland Tiril Eckhoff Johannes Thingnes Bø Vetle Sjåstad Christiansen | Tyskland Vanessa Hinz Denise Herrmann Arnd Peiffer Benedikt Doll     | Italien Lisa Vittozzi Dorothea Wierer Lukas Hofer Dominik Windisch                        |          |
| 14 mars 2019                                         | Singel mixstafett               | Norge Marte Olsbu Røiseland Johannes Thingnes Bø                                          | Italien Dorothea Wierer Lukas Hofer                                  | Sverige Hanna Öberg Sebastian Samuelsson                                                  |          |

### Fotnoter
1. 1 2  ”2018-19 Calender”. http://www.biathlonworld.com/calendar/bmw-ibu-world-cups/season/1819/. Läst 14 november 2018. (engelska)
2. ↑  ”Bö fick kröna sensationella säsongen”. SVT. https://www.svt.se/sport/skidskytte/16-30-skidskytte-masstart. Läst 24 mars 2019.
3. ↑  ”Första världscupsegern för Hanna Öberg: ”Har varit en fantastisk säsong””. SVT. https://www.svt.se/sport/skidskytte/skidskytte-varldscupen-damer. Läst 24 mars 2019.